# Jagdstaffel 80
A Jagdstaffel 80, conhecida também por Jasta 80, foi um esquadra de aeronaves da Luftstreitkräfte, o braço aéreo das forças armadas alemãs durante a Primeira Guerra Mundial. No total, esta esquadra abateu 15 aeronaves inimigas.

## Aeronaves
- Fokker D.VI
- Fokker D.VII